# Wilson-Effekt
Der Wilson-Effekt wurde 1769 von dem schottischen Astronomen und Mathematiker Alexander Wilson entdeckt und betrifft das Erscheinungsbild von Sonnenflecken. Wilson stellte fest, dass sich die Erscheinung der Umbra und der Penumbra der Sonnenflecken – der dunkleren Mittelregion jedes Sonnenflecks und der bei größeren Flecken sichtbaren halbdunklen Randregion – während der Wanderung der Flecken von einem Sonnenrand zum anderen gerade so verändert, als handle es sich um Eindellungen der lichtaussendenden Sonnenschicht, der Photosphäre.  Dies ist nach modernem Kenntnisstand tatsächlich der Fall: Sonnenflecken sind Regionen, in denen Magnetfeldveränderungen es erlauben, in einige tausende Kilometer tiefere Schichten hinabzublicken als die übliche Sonnenoberfläche.